# Aleksandr Kandel
Pour les articles homonymes, voir Kandel.
Aleksandr Kandel (russe : Александр Ефимович Кандель), né le 15 janvier 1949, à Nijni Taguil, en République socialiste fédérative soviétique de Russie et mort le 10 mai 2005, à Iekaterinbourg, en Russie, est un ancien joueur de basket-ball soviétique.

## Palmarès
- Champion d'Europe 1961